# Distrito de Namayingo
El distrito de Namayingo es uno de los ciento once distritos administrativos que dan origen a la actual organización territorial de la República de Uganda. Su ciudad capital es la ciudad de Namayingo.

## Localización
El distrito de Namayingo se encuentra atravesado por la Línea del ecuador y limita con el distrito de Bugiri por el noroeste, por el noreste limita con el distrito de Busia, por el sudoeste y oeste limita con el distrito de Mayuge. El distrito de Namayingo también posee fronteras internacionales, las comparte con dos países. Por el este y el sudeste limita con la República de Kenia y al sur hace lo mismo con la República Unida de Tanzania.

## Población
El distrito de Namayingo cuenta con una población total de 145.500 habitantes según las cifras suministradas por el censo poblacional llevado a cabo durante el año 2002 en Uganda.